# Kurt Jara
Kurt Jara (ur. 14 października 1950 w Innsbrucku) – piłkarz austriacki grający na pozycji pomocnika.

## Kariera klubowa
Karierę piłkarską Jara rozpoczął w rodzinnym Innsbrucku, w klubie FC Wacker Innsbruck. W sezonie 1968/1969 zadebiutował w jego barwach w pierwszej lidze Austrii. Po 2 latach gry w tym klubie przeszedł do FC Wacker Innsbruck. W 1970 roku osiągnął z Wackerem swój pierwszy sukces w karierze, gdy zdobył Puchar Austrii. W latach 1971–1973 trzykrotnie z rzędu zostawał mistrzem Austrii. Krajowy puchar zdobył także w 1973 roku.
Latem 1973 roku Jara odszedł z Wackeru do Valencii CF. 1 września 1973 roku rozegrał pierwsze spotkanie w Primera División, wygrane 2:1 z Realem Oviedo. W Valencii występował przez dwa lata i strzelił dla niej 11 goli.
W 1975 roku Jara został piłkarzem MSV Duisburg. W niemieckiej Bundeslidze zadebiutował 23 sierpnia 1975 w zwycięskim 6:2 domowym meczu z Kickers Offenbach, w którym zdobył gola. Zawodnikiem Duisburga był przez 5 sezonów.
Przed rozpoczęciem sezonu 1980/1981 Jara odszedł z Duisburga do Schalke 04 Gelsenkirchen. W nim swój debiut zanotował 16 sierpnia 1980 w meczu z Eintrachtem Frankfurt (1:4). Na zakończenie sezonu spadł z Schalke do drugiej ligi.
Po degradacji Schalke Jara zmienił klub i trafił do Grasshoppers Zurych. W latach 1982–1984 trzykrotnie z rzędu wywalczył mistrzostwo Szwajcarii. W 1983 roku zdobył Puchar Szwajcarii. W 1985 roku zakończył karierę piłkarską.
| Sezon   | Klub                     | Kraj       | Rozgrywki        | Mecze | Bramki |
| ------- | ------------------------ | ---------- | ---------------- | ----- | ------ |
| 1968/69 | FC Wacker Innsbruck      | Austria    | Bundesliga       | ?     | ?      |
| 1969/70 | FC Wacker Innsbruck      | Austria    | Bundesliga       | 30    | 7      |
| 1970/71 | FC Wacker Innsbruck      | Austria    | Bundesliga       | 27    | 12     |
| 1971/72 | FC Wacker Innsbruck      | Austria    | Bundesliga       | 27    | 8      |
| 1972/73 | FC Wacker Innsbruck      | Austria    | Bundesliga       | 28    | 13     |
| 1973/74 | Valencia CF              | Hiszpania  | Primera División | 24    | 5      |
| 1974/75 | Valencia CF              | Hiszpania  | Primera División | 33    | 6      |
| 1975/76 | MSV Duisburg             | RFN        | Bundesliga       | 31    | 4      |
| 1976/77 | MSV Duisburg             | RFN        | Bundesliga       | 34    | 7      |
| 1977/78 | MSV Duisburg             | RFN        | Bundesliga       | 30    | 4      |
| 1978/79 | MSV Duisburg             | RFN        | Bundesliga       | 34    | 4      |
| 1979/80 | MSV Duisburg             | RFN        | Bundesliga       | 31    | 4      |
| 1980/81 | Schalke 04 Gelsenkirchen | RFN        | Bundesliga       | 31    | 2      |
| 1981/82 | Grasshoppers Zurych      | Szwajcaria | Nationalliga A   | 25    | 8      |
| 1982/83 | Grasshoppers Zurych      | Szwajcaria | Nationalliga A   | 29    | 7      |
| 1983/84 | Grasshoppers Zurych      | Szwajcaria | Nationalliga A   | 30    | 5      |
| 1984/85 | Grasshoppers Zurych      | Szwajcaria | Nationalliga A   | 27    | 4      |

## Kariera reprezentacyjna
W reprezentacji Austrii Jara zadebiutował 11 lipca 1971 roku w zremisowanym 1:1 towarzyskim spotkaniu z Brazylią i w debiucie zdobył gola. W 1978 roku został powołany przez selekcjonera Helmuta Senekowitscha do kadry na Mistrzostwa Świata w Argentynie. Na tym turnieju rozegrał 4 spotkania: z Hiszpanią (2:1), ze Szwecją (1:0), z Brazylią (0:1) i z Holandią (1:5). Z kolei w 1982 roku był w kadrze Austrii na Mundialu w Hiszpanii. Na tym turnieju był rezerwowym i zagrał tylko w meczu z Francją (0:1). Od 1971 do 1985 roku rozegrał w kadrze narodowej 59 meczów i strzelił 15 goli.

## Kariera trenerska
Po zakończeniu kariery piłkarskiej Jara został trenerem. W 1986 roku został trenerem Grasshoppers Zurych, z którym w 1988 roku zdobył Puchar Szwajcarii. Następnie bez większych sukcesów prowadził FC Sankt Gallen (1988–1991), FC Zürich (1991–1994), VfB Mödling (1994–1995), Skodę Xanthi (1996–1997) i APOEL Nikozja (1997–1998). Latem 1999 wrócił do Austrii i został szkoleniowcem Tirolu Innsbruck. W latach 2000–2001 dwukrotnie z rzędu doprowadził Tirol do mistrzostwa Austrii. Po tych sukcesach odszedł do zespołu Hamburger SV, z którym w 2003 roku wygrał puchar ligi niemieckiej i zakończył sezon na 4. miejscu w tabeli. W latach 2004–2005 prowadził 1. FC Kaiserslautern, a w latach 2005–2006 – Red Bull Salzburg, z którym został wicemistrzem kraju.